# Clarendon (Pennsylvanie)
Pour les articles homonymes, voir Clarendon.
Clarendon est un borough situé à l'est de la partie centrale du comté de Warren, en Pennsylvanie, aux États-Unis,. En 2010, il comptait une population de 450 habitants, estimée au 1er juillet 2020 à 418 habitants. Le borough est fondé en 1872 et incorporé en 1882.

## Démographie
Lors du recensement de 2010, le borough comptait une population de 450 habitants. Elle est estimée, en 2020, à 418 habitants.

### Source de la traduction
- (en) Cet article est partiellement ou en totalité issu de l’article de Wikipédia en anglais intitulé « Clarendon, Pennsylvania » (voir la liste des auteurs).